# كلبسيلة حبيبية الشكل
كلبسيلة حبيبية الشكل (الاسم العلمي: Klebsiella granulomatis) هي نوع من البكتيريا تتبع جنس الكلبسيلة من فصيلة الأمعائيات.